# Justin & Kelly: Beachparty der Liebe
Justin & Kelly: Beachparty der Liebe (Originaltitel: From Justin to Kelly) ist ein US-amerikanischer Spielfilm aus dem Jahr 2003. Das Filmmusical entstand unter der Regie von Robert Iscove und erzählt eine Liebesgeschichte zwischen Teenagern. In den Hauptrollen spielen Kelly Clarkson und Justin Guarini, die beiden Finalisten der ersten Staffel der Castingshow American Idol. Der Film gilt als einer der schlechtesten Filme aller Zeiten.

## Inhalt
Drei junge Freundinnen aus Texas (Kelly, Kaya und Alexa) fahren nach Florida, um einen Urlaub voller Party zu erleben. Auch drei junge Männer aus Pennsylvania (Justin, Brandon und Eddie) fahren wie jedes Jahr zum selben Urlaubsort. Bei Kelly und Justin ist es Liebe auf den ersten Blick. Doch während Brandon wegen seiner illegalen Veranstaltungen, durch die er Geld verdienen will, immer wieder der hübschen Polizistin Officer Cutler über den Weg läuft, Kaya dem gutaussehenden Kellner Carlos verfällt und Eddie ständig auf der Suche nach seiner Internetliebe ist, sät Alexa mit fiesen Machenschaften und Intrigen Zwietracht zwischen Kelly und Justin, um Justin für sich zu gewinnen.
Doch am Ende findet jeder seine große Liebe und das Leben der Party beginnt.

## Auszeichnungen
2004 wurde der Film für acht Goldene Himbeeren nominiert und erhielt schließlich 2005 die Goldene Himbeere als Sonderpreis für das schlechteste Musical der ersten 25 Jahre dieser Auszeichnung.